# Шабліно (Тверська область)
Шабліно (рос. Шаблино) — присілок в Калінінському районі Тверської області Російської Федерації.
Населення становить 37 осіб. Входить до складу муніципального утворення Черногубовське сільське поселення.

## Історія
Від 2005 року входить до складу муніципального утворення Черногубовське сільське поселення.

## Населення
| 2010 |
| ---- |
| 37   |